# جالیرا ونتا
جالیرا ونتا (به ایتالیایی: Galliera Veneta) یک کومونه در ایتالیا است که در استان پادووا واقع شده‌است.

## خصوصیات
جالیرا ونتا ۹٫۰ کیلومترمربع مساحت و ۶٬۸۳۰ نفر جمعیت دارد.